# Masakazu Yoshioka
Masakazu Yoshioka (吉岡 雅和 Yoshioka Masakazu?, Nagasaki, 9 de marzo de 1995) es un futbolista japonés que juega como centrocampista en el Blaublitz Akita.

## Trayectoria

### Clubes
| Club                     | País  | Año       |
| ------------------------ | ----- | --------- |
| V-Varen Nagasaki         | Japón | 2017-2020 |
| Kataller Toyama (cedido) | Japón | 2018      |
| Avispa Fukuoka           | Japón | 2021      |
| Renofa Yamaguchi F. C.   | Japón | 2022-2024 |
| Blaublitz Akita          | Japón | 2025-     |